# Porphyrinia kindermannii
Porphyrinia kindermannii là một loài bướm đêm trong họ Noctuidae.